# Gesztenye-őzlábgomba
A gesztenye-őzlábgomba (Lepiota castanea) a csiperkefélék családjába tartozó, Eurázsiában, Észak-Amerikában és Ausztráliában honos, lomb- és vegyes erdőkben élő, mérgező gombafaj.

## Megjelenése
A gesztenye-őzlábgomba kalapja 2-4 cm széles, alakja kezdetben kissé kúpos vagy domború, közepe tompán púpos; idősen kiterül. Színe fiatalon vörösbarna, narancsbarna; felülete hamar szemcsés pikkelykékre szakadozik, nagyjából körkörös elrendezésben, a pikkelykék között a kalapbőr fehéres.
Húsa vékony, fehéres vagy krémszínű. Szaga kissé édeskés, íze nem jellegzetes. 
Sűrűn álló, közepesen vastag lemezek szabadon állnak. Színük kezdetben fehéres, később sárgásbarnás lesz, néha nyomásra rozsdásan foltosodik.
Tönkje 3-5 cm magas és 0,2-0,4 cm vastag. Alakja hengeres vagy töve felé kissé szélesedő, idősen belül üregesedő, törékeny. Hússzínű, határozott gallérzóna nincs, a felső részben fehéren pelyhes, szálas, lefelé vörösbarnás pikkelykékből, pelyhekből álló övek láthatók.
Spórapora fehér. Spórája egyik végén csapott ellipszoid, oldalt álló sarkantyúval; felülete sima, mérete 11-13 x 3,5-4,5 µm.

### Hasonló fajok
A húsbarnás őzlábgombával, rókaszínű őzlábgombával, mogyoróbarna őzlábgombával vagy más kistermetű őzlábgombafajokkal lehet összetéveszteni. 

## Elterjedése és termőhelye
Eurázsiában, Észak-Amerikában és Ausztráliában honos. Magyarországon nem gyakori.  
Lomb- és vegyeserdőben, különösen humuszos, laza, bolygatott talajokon található meg, inkább egyesével. Augusztustól októberig terem.
Mérgező, a májat károsító amatoxinokat tartalmaz, súlyos esetben fogyasztása halált is okozhat. 

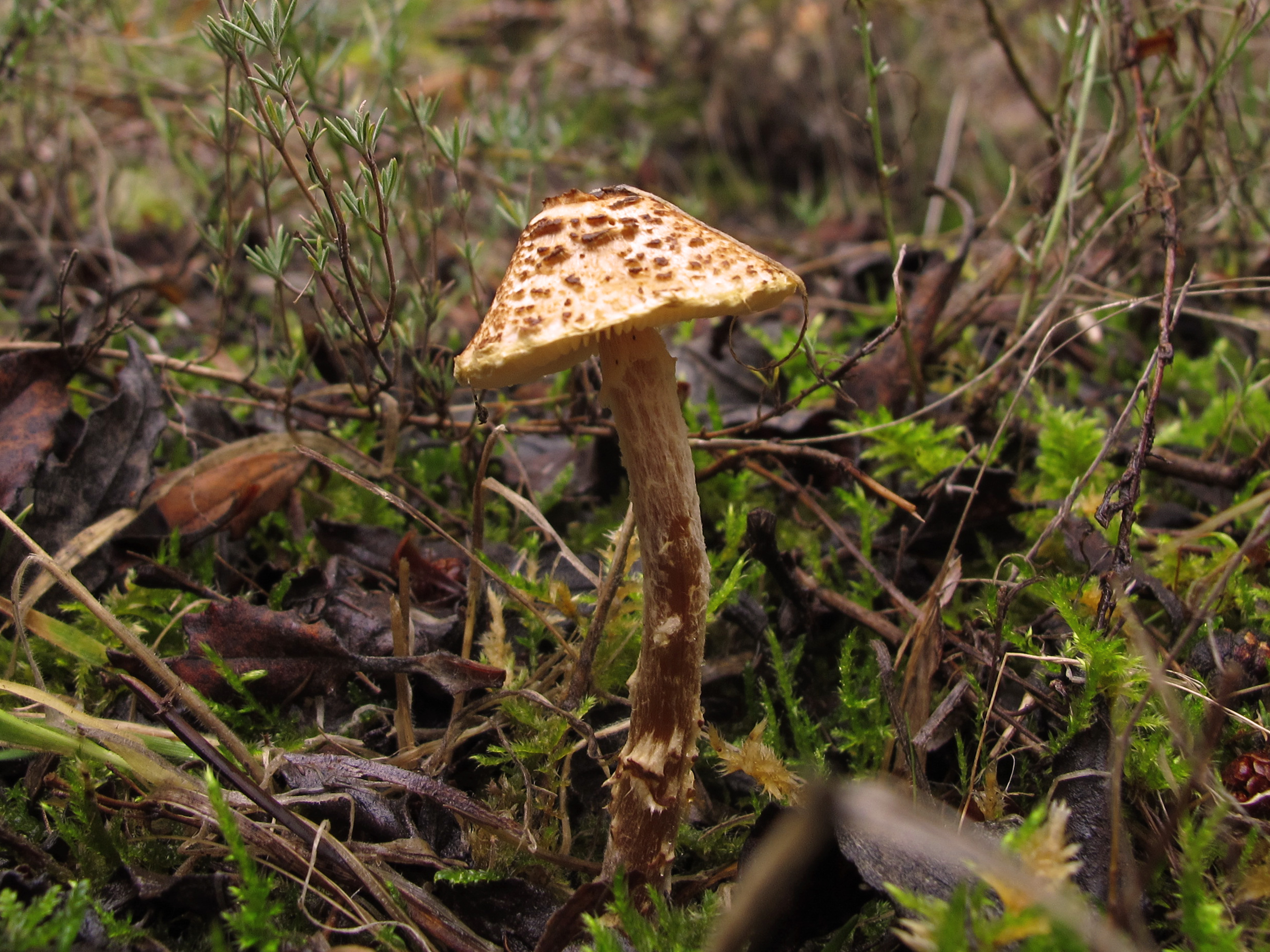
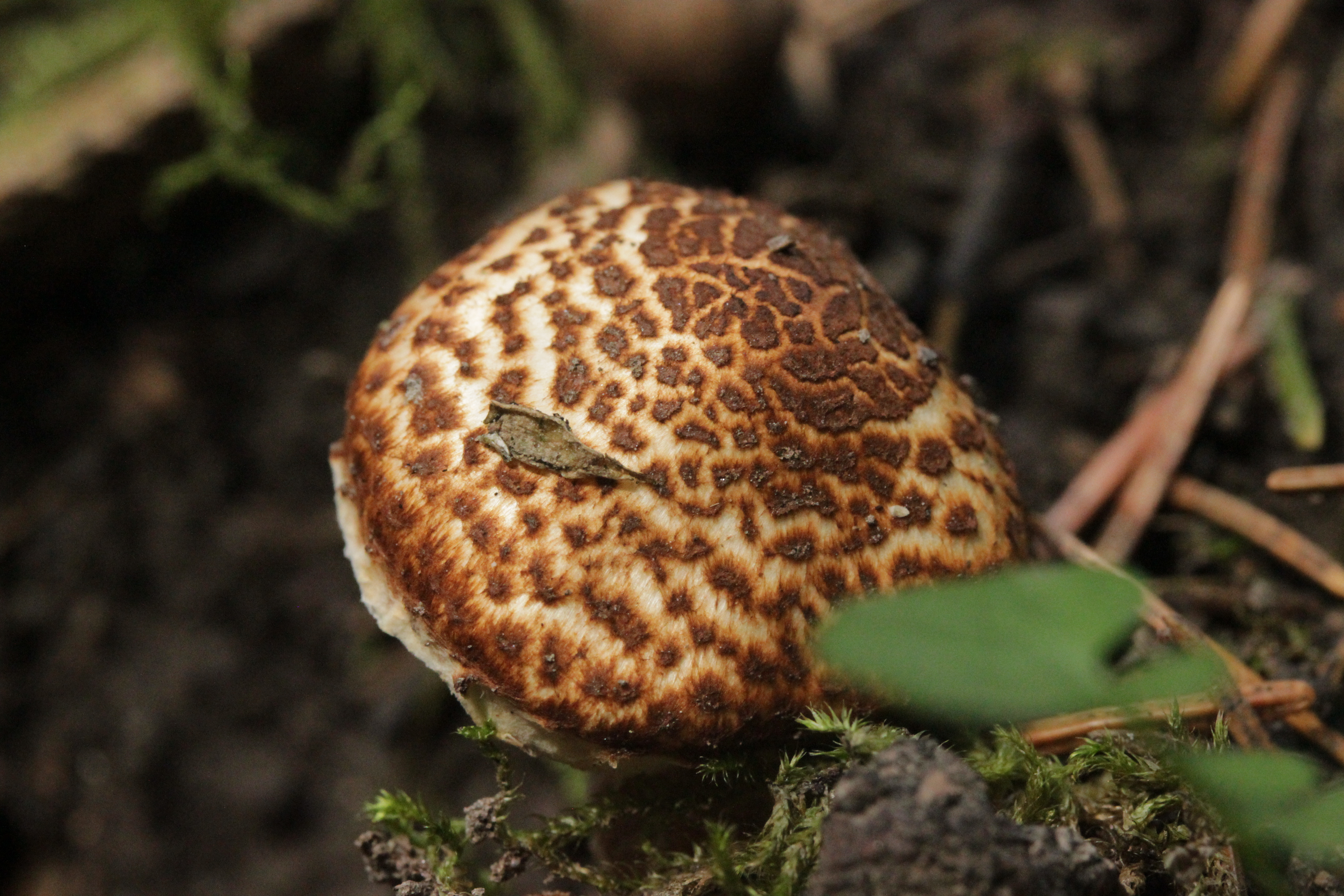
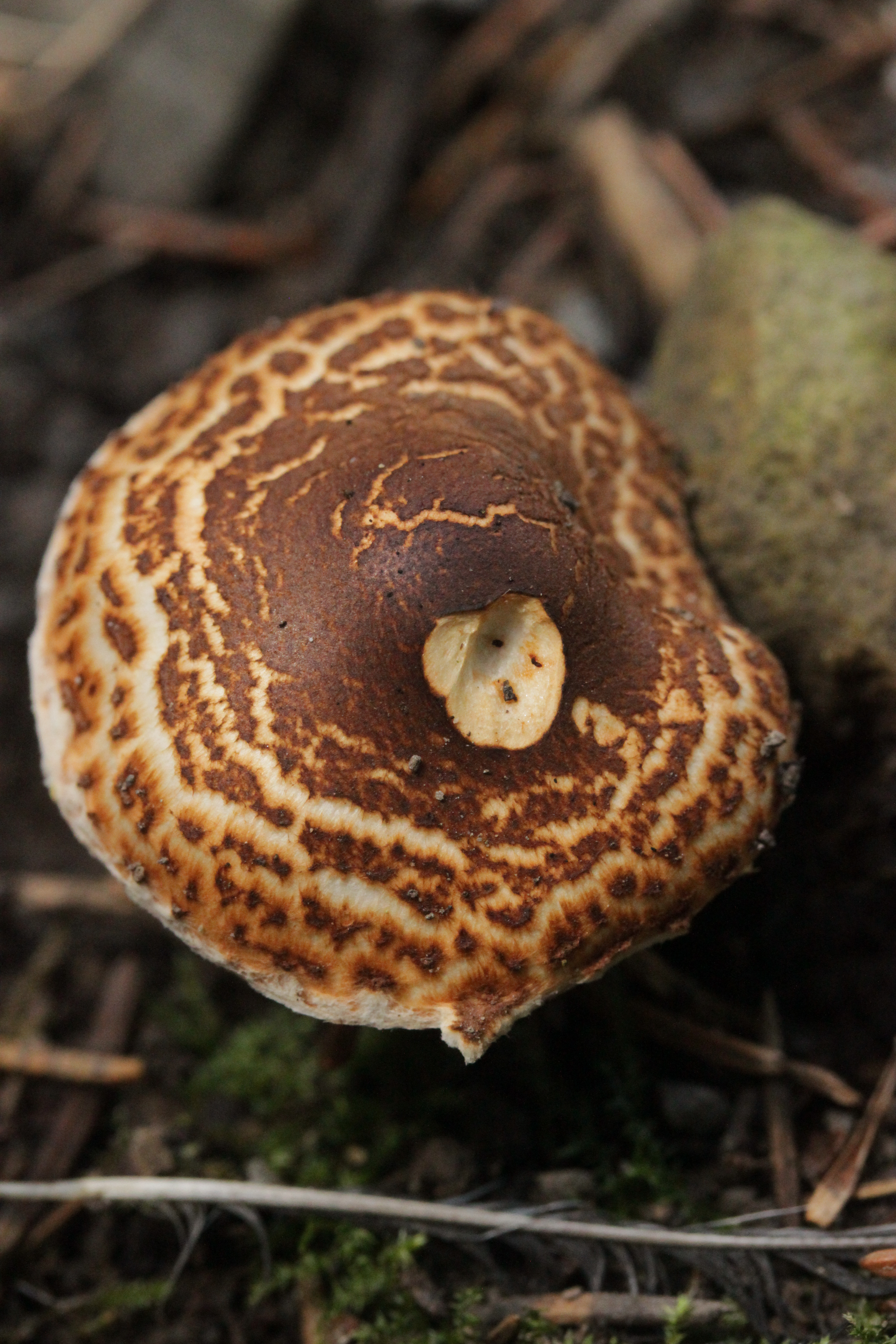
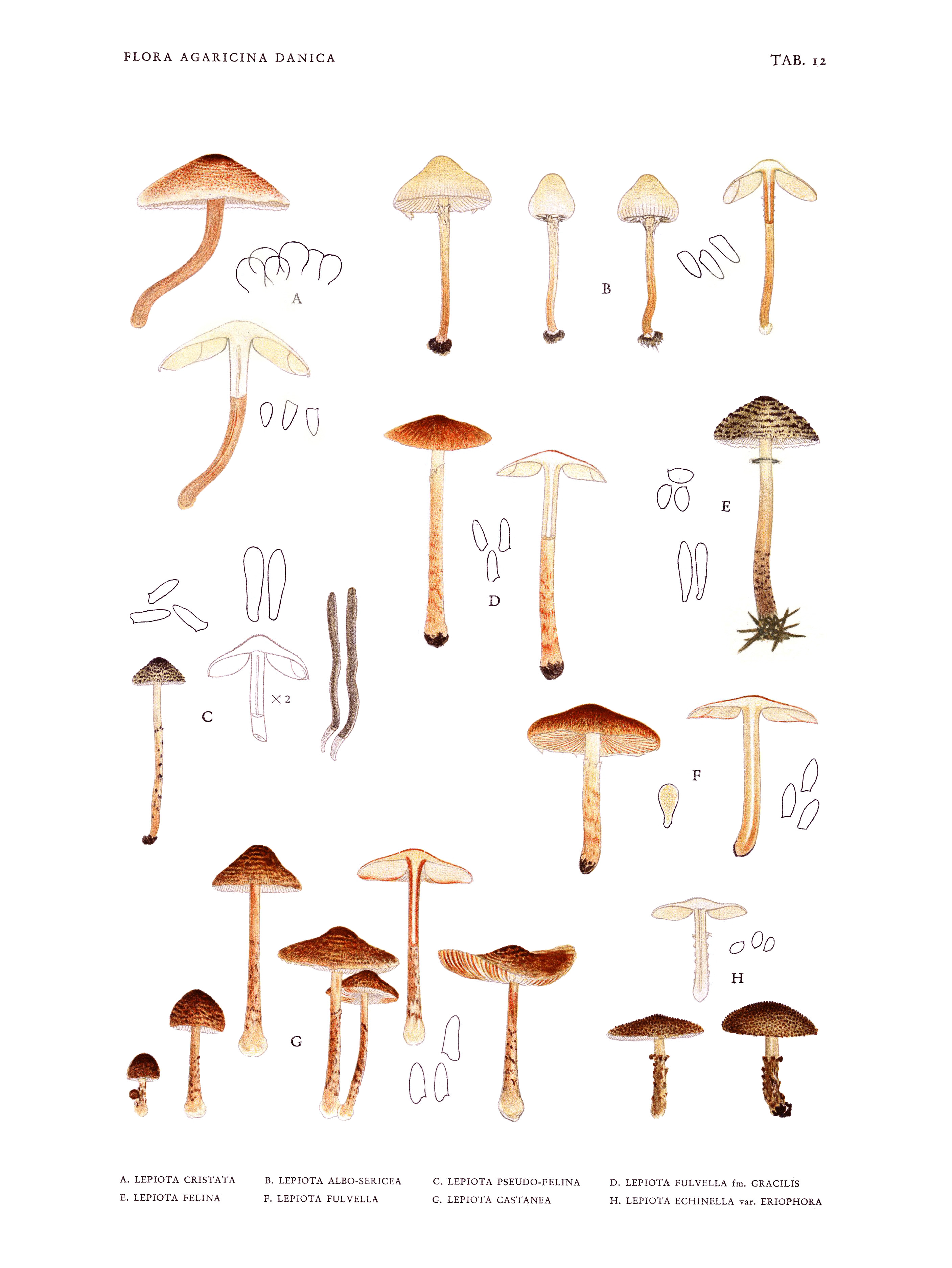